# كريستوفر أوغسطين باكلي
كريستوفر أوغسطين باكلي هو سياسي أمريكي، ولد في 25 ديسمبر 1845 في جزيرة أيرلندا في المملكة المتحدة، وتوفي في 1922 في سان فرانسيسكو في الولايات المتحدة. نشط حزبياً في الحزب الديمقراطي.